# Arthur Brauss
Arthur "Art" Brauss (* 24. Juli 1936 in Augsburg) ist ein deutscher Schauspieler und Synchronsprecher.

## Leben
Arthur Brauss ist der Sohn eines Gärtnermeisters. In seiner Jugend war er ein talentierter Stabhochspringer und wurde 1954 in Ludwigsburg mit einer übersprungenen Höhe von 3,60 m deutscher Jugendmeister. Im selben Jahr machte er an einem Augsburger Gymnasium sein Abitur. Nach einer kaufmännischen Lehre in einer Baumaschinenfabrik erhielt Brauss von der University of Wyoming (Vereinigte Staaten) ein Stipendium und studierte dort Mathematik und Volkswirtschaft. An der dortigen Studentenbühne entdeckte er auch sein Interesse für die Schauspielerei.
Im Jahr 1960 kehrte er nach Deutschland zurück und arbeitete zunächst bei Infratest und Radio Free Europe. 1963 gab er unter der Regie von Rolf Hädrich sein Kinodebüt in dem Film Verspätung in Marienborn (unter dem Namen „Art Brauss“). In der ZDF-Kinderserie Timm Thaler (1979) trat Arthur Brauss als Erster Offizier auf einem Schiff auf (auch als „Art Brauss“).
Bundesweit bekannt wurde er als Polizeibeamter Richard Block in Jürgen Rolands Fernsehserie Großstadtrevier. Neben seinen internationalen Arbeiten spielte Brauss unter anderem in verschiedenen Rollen, allein in neun Tatort- und zehn Folgen von Der Alte mit. Gastauftritte hatte er unter anderem in Café Meineid, Münchner Geschichten, Das Kriminalmuseum, Siska, Auf Achse, Wolffs Revier, Ein Fall für TKKG, Derrick, Ein Fall für zwei, Polizeiinspektion 1, Kottan ermittelt, Der Kommissar, Balko, Polizeiruf 110, SOKO 5113 und Der Staatsanwalt.
Inzwischen hat sich Arthur Brauss vom deutschen Fernsehen weitgehend zurückgezogen und arbeitet vorwiegend am Theater. 2009 übernahm er die Rolle des Götz von Berlichingen bei den Burgfestspielen in Jagsthausen. Er ist mit Marie Poccolin verheiratet und wohnt seit über 40 Jahren im Münchner Stadtteil Schwabing.

## Filmografie
- 1963: Verspätung in Marienborn
- 1964: Der Zug (The Train)
- 1965: Alarm in den Bergen (Fernsehserie, 1 Folge)
- 1965: Colonel von Ryans Express (Von Ryan's Express)
- 1965: Nachtfahrt
- 1965: Oberst Wennerström (Fernseh-Zweiteiler)
- 1965–1966: Das Kriminalmuseum (Fernsehserie, 2 Folgen)
- 1965–1966: Die fünfte Kolonne (Fernsehserie, 2 Folgen)
- 1966: Das ganz große Ding
- 1966: Kommissar Freytag (Fernsehserie, Staffel 3, Folge 7, Hundertstel Blende 8)
- 1966: Die Rechnung – eiskalt serviert
- 1967: Carmen-Baby (Carmen, Baby)
- 1967: Der Röhm-Putsch
- 1967: Heißes Pflaster Köln
- 1967: Kommissar Brahm (Fernsehserie, 1 Folge)
- 1968: Andrea – wie ein Blatt auf nackter Haut
- 1969–1976: Der Kommissar (Fernsehserie, 2 Folgen)
- 1969: Todesschüsse am Broadway
- 1969: Die Revolte
- 1969: Sieben dreckige Teufel (Sette baschi rossi)
- 1970: Mädchen mit Gewalt
- 1970: Jonathan
- 1970: Perrak
- 1970: Keiner erbt für sich allein
- 1970: Dem Täter auf der Spur – Froschmänner (Fernsehreihe)
- 1970: Ständig in Angst (Hauser's Memory)
- 1970: Tatort: Saarbrücken, an einem Montag … (Fernsehreihe)
- 1970: Männer sind zum Lieben da
- 1971: Hamburg Transit: Klaviere nach Casablanca
- 1971: Der Millionenraub
- 1971: Jaider – der einsame Jäger
- 1972: Alpha Alpha (Fernsehserie, 9 Folgen)
- 1972: Die Angst des Tormanns beim Elfmeter (The Goalkeeper's Fear of the Penalty)
- 1972: Der Schrei der schwarzen Wölfe
- 1972: Verrat ist kein Gesellschaftsspiel
- 1972–1974: Fußballtrainer Wulff
- 1973: Das Mädchen von Hongkong
- 1973: Was Schulmädchen verschweigen
- 1973: Tatort: Tote brauchen keine Wohnung
- 1973: Sonderdezernat K1 (Fernsehserie, Folge Trip ins Jenseits)
- 1973: Verflucht dies Amerika
- 1973: Okay S.I.R. (Fernsehserie, Folge Der letzte Schrei)
- 1973: Zwischen den Flügen (Fernsehserie)
- 1974: Münchner Geschichten (Fernsehserie, 1 Folge)
- 1974: Der kleine Doktor (Fernsehserie, Folge: Der Dieb der Diebe)
- 1974: Härte 10 (TV-Mehrteiler)
- 1974: Tatort: Playback oder die Show geht weiter
- 1974: Motiv Liebe (Fernsehserie, Folge Ich wollte, dass er glücklich ist)
- 1975: Lockruf des Goldes
- 1975: Potato Fritz
- 1975: Unter einem Dach (Fernsehserie, Folge Laß mir Ruhe, laß mir Zeit)
- 1975–1985: Derrick (Fernsehserie, 4 Folgen)
- 1976: Per Saldo Mord (The Swiss Conspiracy)
- 1976: Steiner – Das Eiserne Kreuz (Cross of Iron)
- 1977: Slavers – Die Sklavenjäger
- 1977: Mr. Deathman (Mister Deathman)
- 1977: Das Geheimnis der Kürbisrevolution
- 1977: Tauwetter
- 1977: Polizeiinspektion 1 (Fernsehserie, 1 Folge)
- 1978: Die Abenteuer des David Balfour
- 1978: Die Insel der tausend Freuden
- 1978: Zeit zum Aufstehn
- 1978–2002: Der Alte (Fernsehserie, 10 Folgen)
- 1979: Lawinenexpress (Avalanche Express)
- 1979: Timm Thaler (Fernsehserie, 3 Folgen)
- 1979: St. Pauli-Landungsbrücken (Fernsehserie, Folge Vor Anker gehen)
- 1979: Tatort: Maria im Elend
- 1980: Die unsterblichen Methoden des Franz Josef Wanninger (Fernsehserie)
- 1980: Der Mann, der Venedig hieß (Poliziotto solitudine e rabbia)
- 1980: Mein Freund Winnetou (Fernsehserie)
- 1980: Tödliches Geheimnis (Fernsehvierteiler)
- 1980: Luftwaffenhelfer
- 1980: Achtung Zoll! (Fernsehreihe)
- 1981: Flucht oder Sieg (Escape to Victory)
- 1981: Beim Bund
- 1981: Auf Achse (Fernsehserie, Folge 11 Schwarze Fracht)
- 1982: Rom ist in der kleinsten Hütte
- 1982: Kottan ermittelt (Fernsehserie, 1 Folge)
- 1983: Happy Weekend
- 1983: Büro, Büro (Fernsehserie, Folge 25)
- 1983: Kommissariat 9 (Fernsehserie, Folge Totalschaden garantiert)
- 1983: Ein Fall für zwei (Fernsehserie, Folge Tödliches Viereck)
- 1985: Die Schwarzwaldklinik (Fernsehserie, Folge Die Entführung)
- 1985: Der eiserne Weg (Fernsehserie, 5 Folgen)
- 1985: Tatort: Schmerzensgeld
- 1985: Tatort: Baranskis Geschäft
- 1986: Kein Alibi für eine Leiche
- 1986–1991: Großstadtrevier (Fernsehserie, 36 Folgen)
- 1987: Ishtar
- 1987: Ein Fall für zwei (Fernsehserie, Folge Tatzeit)
- 1988: Der Löwe (Itinéraire d’un enfant gâté)
- 1989: Tatort: Keine Tricks, Herr Bülow
- 1989: Confessional
- 1989: Gummibärchen küßt man nicht
- 1990: My Blue Heaven
- 1990–1997: Der Fahnder (Fernsehserie, 2 Folgen)
- 1991: Knight Moves – Ein mörderisches Spiel
- 1992: Wir Enkelkinder
- 1992: Kommissar Navarro (Navarro, Fernsehserie, 1 Folge)
- 1993: Glückliche Reise – Fidschi-Inseln (Fernsehreihe)
- 1993: Almenrausch und Pulverschnee
- 1994: Die Bockreiter (Fernsehserie, 13 Folgen, De Legende van de Bokkerijders)
- 1995: Die Bibel – Josef
- 1995: Das Schwein – Eine deutsche Karriere
- 1995: Tatort: Herz As
- 1995: 5 Stunden Angst – Geiselnahme im Kindergarten
- 1997: Die Feuerengel (Fernsehserie, 1 Folge)
- 1998: Balko (Fernsehserie, 7 Folgen)
- 1998: Tatort: Bienzle und der Champion
- 1999: Spiel der Spiele
- 1999: Sweet Little Sixteen
- 2000: Bei Berührung Tod (The Contaminated Man)
- 2001: Amokfahrt zum Pazifik
- 2001: Polizeiruf 110 – Gelobtes Land
- 2002: Polizeiruf 110 – Um Kopf und Kragen
- 2004: Zwei Männer und ein Baby
- 2005: Meine Schwester und ich
- 2006: Commissario Laurenti – Die Toten vom Karst
- 2007: Der Fürst und das Mädchen (Fernsehserie, 9 Folgen)
- 2008: König Drosselbart (ARD-Märchenfilmreihe Sechs auf einen Streich)
- 2010: Rote Rosen
- 2010: 8 Uhr 28 (Fernsehfilm)
- 2010: Der Staatsanwalt (Fernsehserie, 1 Folge)
- 2010: Tulpen aus Amsterdam
- 2011: Ten (Kurzfilm)
- 2013: Dahoam is Dahoam (Fernsehserie, 1 Folge)
- 2014: Morden im Norden (Fernsehserie, Folge Revolverheld)